# José Manuel Rivera
José Manuel Rivera Galván (Guadalajara, 16 juni 1986) is een Mexicaans voetballer. In 2015 verruilde hij Irapuato voor FF Jaro.

## Clubcarrière
Rivera kwam uit de opleiding van het Mexicaanse Club Atlas. Hij wist in Mexico echter niet door te breken. In 2006 reisde hij dan ook naar Europa in de hoop een club te vinden. Hij had stageperiodes bij teams uit de tweede, derde en vierde divisies van Nederland, Frankrijk en Duitsland. Uiteindelijk tekende hij bij het Slovaakse Spartak Trnava. Hij maakte zijn debuut voor Trnava tegen Inter Bratislava en gaf in die wedstrijd een assist. Zijn eerste goal voor Trnava scoorde hij op 27 augustus 2006 tegen FC Petržalka 1898. 
In 2007 tekende hij bij het Hongaarse Budapest Honvéd. Rivera kwam daar echter weinig aan spelen toe en werd uitgeleend aan het Mexicaanse Jaguares en later ook aan Toluca. In de zomer van 2009 tekende hij bij het Mexicaanse Murciélagos.
Na een jaartje bij Murciélagos te hebben gespeeld tekende hij op 4 april 2011 een contract bij het Finse RoPS Rovaniemi. Hij maakte zijn debuut op 6 mei en scoorde drie dagen later zijn eerste twee doelpunten tegen IFK Mariehamn. Bij RoPS Rovaniemi kreeg hij eindelijk de hoeveelheid speeltijd waar hij zijn hele carrière al naar op zoek was.
Rivera tekende voorafgaand aan het seizoen in 2013 bij Major League Soccer club Chivas USA. Hij maakte zijn debuut voor Chivas USA op 27 april 2013 tegen San Jose Earthquakes. Op 21 november 2013 verliet hij de club. Vervolgens tekende hij op 27 juli 2014 een contract bij Irapuato uit de Mexicaanse Liga de Ascenso. Zijn competitiedebuut maakte hij op 27 juli 2014 tegen Tepic. Na een korte periode bij de Mexicaanse tweedeklasser, keerde hij in April van 2015 terug naar Finland, waar hij tekende bij FF Jaro. Zijn debuut maakte hij op 23 april 2015 tegen SJK.